# Tamare
Se encuentra en Venezuela, en el estado Zulia. Más específicamente en la ribera oriental del Lago de Maracaibo o en el “Campo Costanero del Distrito Bolívar”, nombre con el que denominaron las empresas transnacionales a uno de los campos petrolíferos más ricos que en el mundo se haya descubierto (1917).
Tamare es una urbanización modesta, pero bien pensada y organizada social y ambientalmente que fue inaugurada en 1956 por la empresa Creole Petroleum Corporation, subsidiaria de la Standard Oil Company, y se plantó en medio de un paisaje selvático -relativamente próximo a la costa del lago- que sobrevivía en una zona bastante intervenida por la operación petrolera.

## Fundación
Creole Petroleum Corporation crea esa urbanización con la idea de ofrecer a sus empleados la atractiva opción de obtener vivienda propia en un espacio acogedor y moderno que se monta en esa urbanización y dentro de una zona totalmente desguarnecida habitacionalmente, con la excepción de los campamentos petroleros de Shell, Mene Grande y de la misma Creole distribuidos a lo largo de la región, desde la población de Mene Grande hasta Cabimas, y que se construyeron precisamente para brindar a sus trabajadores aceptables condiciones de vida que les hiciera agradable su estada laboral en un área inhóspita.
La intención con la creación de Tamare fue propiciar el arraigo -tan esquivo a la región- del personal trabajador y la integración de estos con las comunidades no petroleras y sus pobladores, puesto que la urbanización se administraba mediante una política de puertas abiertas para quienes estuvieren interesados en invertir allí mediante la construcción de una casa, razón por la que algunos de sus residentes no eran empleados petroleros.
Para esa época, año 1956, Tamare fue una maravilla plantada entre centros poblacionales que entonces eran caseríos no bien dotados de servicios, tales como Lagunillas de tierra, Bachaquero, Tasajeras, Ciudad Ojeda, Las Morochas, Las Palmas y Cabimas. Poblaciones desasistidas por siempre de la acción gubernamental y de políticas que se hayan dirigido para su mejoramiento general.

## Origen etimológico
Tamare recibe su nombre del río en cuyas riberas comienza. Según cuenta una leyenda el gran Zapara era señor de todas estas tierras, en el espacio que hoy cubren las aguas se levantaba una inmensa selva. Zapara estableció sus pueblos en las orillas de la enorme selva y la reservó para su mansión y recreo.Con solo su voz, pues poseía el don de la magia, levantó en el centro de la selva un palacio encantado. En él vivía con su hija Maruma, tan graciosa y bella como un rayo de sol, y poetisa y cantora de dulcísima voz. Zapara, el gran señor, jamás quiso darla en matrimonio, pues la reservaba para deleitarse con su canto y sus sentidas poesías. Un día, se ausentó el gran Zapara, y la bella Maruma, armada de su arco y flechas, se internó en la selva en persecución de un ciervo. Ya lo tenía a tiro, ya iba a soltar la cuerda de su arco, cuando vio que el ciervo caía herido por la flecha de un invisible cazador, que resultó ser un joven muy apuesto. Se llamaba Tamare, y había sido arrojado de su pueblo porque, dotado del don de la poesía, su gente creía que no servía para nada. Andaba errante y llevaba ya cinco días sin comer.
Maruma llevó al joven al palacio, hizo que le sirvieran un espléndido banquete y, cuando terminaron, Maruma le cantó a Tamare una canción de amor. Cuando la doncella concluyó, Tamare improvisó en respuesta los más tiernos poemas que pudiera concebir un alma enamorada. Cantaron y bebieron. Recostados sobre mullido pulmón y en estrecho abrazo, continuaron sus improvisaciones que terminaban en un dulce beso, sin caer en cuenta de que el tiempo pasaba muy rápido.
Llegó por fin el gran Zapara y al acercarse al palacio y escuchar en el aposento de su hija el canto de un hombre alternando con el canto de Maruma, lleno del más rabioso dolor dio sobre el suelo una patada tan formidable que la selva entera se hundió convirtiéndose en un abismo. Al punto, los caudalosos ríos de la cordillera vecinas se precipitaron en torrente dentro de la enorme cuenca. Y para que esta se llenara más rápido, Zapara se dirigió al Norte, abrió la tierra con sus manos poderosas e hizo que entraran las aguas del mar. Luego, lleno de dolor, no queriendo sobrevivir a la catástrofe, entregó el reino a su hijo Maracaibo y arrojándose entre el mar y el lago se quedó convertido en isla.Pero los dos enamorados nada habían sentido y seguían cantando canciones de amor. Invadieron las aguas el palacio y penetraron en la alcoba de los dos amantes; pero ellos ni oían ni sentían nada. Ajenos al castigo, seguían cantando e improvisando versos de apasionado amor. Finalmente, el agua los cubrió llevándose a la superficie las ondas sonoras de su postrera canción. El canto de los enamorados se fundió con las aguas y, por ello, desde ese momento el lago no muge como el mar, ni ríe como los otros lagos, sino que susurra poesía o canta estrofas de infinito
recibe el nombre de Tamare que significa nido de Turpiales, hoy en día se está haciendo el levantamiento de

## Ubicación
Se encuentra entre el sector Campo Alegre (carretera H) al norte (riberas del río Tamare), la Av. Intercomunal al oeste, la Av. 31 al este y la carretera J al sur la que a su vez es el inicio de la Urbanización Libertad.

## Zona residencial
Tamare es frecuentemente considerada un suburbio de Ciudad Ojeda con la cual comparte líneas de transporte, red vial, código postal y telefónico. Sin embargo Tamare se divide a su vez en sectores al ser una población en sí misma, y siempre es referida como algo separado de Ciudad Ojeda. Tamare era originalmente una hacienda y luego un pueblo aparte que fue absorbido por Ciudad Ojeda durante su crecimiento, buena parte de Tamare son campos construidos por las compañías petroleras.
Tamare es también la sede de numerosas contratistas petroleras, que operan en la Costa Oriental del Lago de Maracaibo, prácticamente todas menos Weatherford (Cabimas) operan en Tamare en la Av Intercomunal, entre las carreteras H y J. Además muchas de dichas compañías operan los muelles de Tamare y Ciudad Ojeda.
Entre los campos de Tamare se encuentran:
- Sector Andrés Bello
- Sector Urdaneta
- Sector Carabobo

## Música
Los Turpiales de Tamare
Es Silfredo Meléndez, uno de los jóvenes de la época, quien reiteradamente manifiesta interés por la gaita y anhelo por formar una agrupación gaitera. Tenía Meléndez el aliciente de que ejecutaba el cuatro y su inquietud musical lo perfilaba como el compositor que hoy es.
Encaminado hacia ese objetivo, Meléndez plantó la semilla y estimula la conformación de un equipo cuando comienza a ofrecerle lecciones del instrumento a Andrés Mill De Pool, a quien llamaban "Nacho", como su padre -  quien aprende a tocarlo y luego se supera con la orientación añadida de otros cuatristas de Maracaibo. Fueron los fundadores de Los Turpiales de Tamare.
A Los Turpiales de Tamare, se agregaron Edgar Morrell, como furrero; Rubén Villanueva, maracas; Pastor Salazar, charrasquero, y los cantantes Oswaldo Álvarez Parra, dotado de una voz estentórea, y serenatero de inclinado gusto por las danzas zulianas; Luis Royett y Hernán Salazar, más conocido como “Nango”. Los dos últimos eran educadores al servicio de Creole.
Manuel Bemúdez
Tamare anidó a Los Turpiales
http://contextos.blogia.com/2007/100801-tamare-anido-a-los-turpiales.php (enlace roto disponible en Internet Archive; véase el historial, la primera versión y la última).

## Vialidad y transporte
Su avenida principal es la avenida Cristóbal Colón (comúnmente llamada "La Arterial") que comienza en la propia urbanización frente al estacionamiento de la Unidad Educativa Instituto "Simón Bolívar" y llega a la Av. Alonso de Ojeda en Ciudad Ojeda. Tamare es limitado por las carreteras, H y J, y atravesado por la Av 22. Tamare tiene además muchas calles secundarias en sus sectores. La línea Cabimas-Lagunillas pasa por la Av. Intercomunal. La línea Tamare-Lagunillas (logo verde con letras blancas) hace servicio entre la urbanización y el terminal de pasajeros de Lagunillas.

## Sitios de referencia
- Edificio PDVSA Tamare. Esquina Av. Cristóbal Colón. Sector Urdaneta.
- CIED Tamare. Carretera J con Av. Intercomunal.
- Unidad Educativa Instituto Simón Bolívar. Esquina Av. Cristóbal Colón. Centro Cívico de Tamare.
- Auditorio del Instituto Simón Bolívar.
- Unidad Educativa "Dr. Gastón Parra Luzardo"; antes (Fray Luis de León); originalmente (Instituto Educativo Tamare).
- Estación de Servicio Tamare. Av. Intercomunal.
- Pride
- Baker Hughes
- Atlántida. Av. Intercomunal diagonal al CIED.
- Consultorio odontológico del Dr. Felipe Casas, Centro Cívico de Tamare, 1.er. Piso

+ Escuela Juan Manuel Cajigal calle 36 número 03 sector Andrés Bello